# سائو میگوئل (دماغه سبز)
سائو میگوئل (پرتغالی: São Miguel) یک منطقهٔ مسکونی در دماغه سبز است که در جزایر سوتاونتو واقع شده‌است.